# Samuel Chao Chung Ting
Samuel Chao Chung Ting (丁肇中S, Dīng ZhàozhōngP; Ann Arbor, 27 gennaio 1936) è un fisico statunitense di origine cinese, vincitore, insieme a Burton Richter, del premio Nobel per la fisica nel 1976, per «il lavoro pionieristico nella scoperta di un nuovo tipo di particella elementare pesante», il mesone J/ψ.
Dopo esserne stato uno dei propositori, Ting è diventato il ricercatore principale a capo della collaborazione internazionale dell'Alpha Magnetic Spectrometer (AMS), il rivelatore installato sulla Stazione spaziale internazionale che misura in maniera diretta il flusso di raggi cosmici provenienti dallo spazio.